# Baterías defensivas de San Fernando
Las baterías defensivas de San Fernando (Cádiz) son:
Baterías del Arsenal de la Carraca:
- Batería de San Ramón
- Batería de San Fernando
- Batería de Santa Rosa

Baterías del Puente Zuazo:
- Batería de San Felipe
- Batería de San Pablo
- Batería de Zuazo
- Baluarte de Alburquerque
- Baluarte del Ángulo
- Baluarte de San Pedro (San Fernando)
- Baluarte de Santiago (San Fernando)
- Batería del Portazgo
- Baluarte de la Concepción

Baterías de la Isla del Vicario:
- Batería de San Pedro
- Reducto de San Judas
- Batería de los Ángeles

Baterías de Gallineras:
- Gallinera alta
- Gallinera baja

Baterías de las Marismas de Camposoto:
- Batería de San José del Baruel
- Batería de San Melitón de la Calavera

Baterías de la Punta del Boquerón:
- Batería de Urrutia
- Batería de San Genís
- Batería de Aspiroz

Búnkeres de Camposoto:
- Búnker 1 de Camposoto
- Búnker 2 de Camposoto